# Новгородківський район
Новгоро́дківський райо́н — колишня адміністративно-територіальна одиниця у складі Кіровоградської області України. Площа — 997 км². Адміністративний центр — смт Новгородка. Населення становить 15 145 осіб (на 1 січня 2019 року).

## Географія
Новгородківський район розташований у східній частині Кіровоградської області. Територія району межує на півночі зі Знам'янським та Олександрійським районами, на сході — з Петрівським районом, на півдні — з Долинським районом, а на заході — з Компаніївським та Кропивницьким районами Кіровоградської області.
Район входить до третьої південно-східної степової зони Кіровоградської області.
Рельєф району являє собою підвищену хвилясту рівнину, яка сильно унизана річковими долинами та численними балками та ярами.
У долинах річок та глибоких балок виходять на поверхню кристалічні породи, які місцями утворюють скельні береги.
Територія Новгородківського району пронизана рядом річок та джерел сточища річки Південний Буг. Найзначнішими з них є річки Інгул і Кам'янка.
На території Новгородківського району з мінерально-сировинних ресурсів є граніти, суглинки, піски та частково буре вугілля.
Як будівельне каміння використовуються докембрійські кристалічні породи графітів та гнейси, виходи яких на поверхню спостерігаються в долинах річок та глибоких ярах. Окрім того, поширені покрівні лісовидні суглинки та червоно-бурі глини, які є сировиною для виробництва цегли та черепиці. Поблизу смт Новгородки є радонові води, на базі яких функціонує завод мінеральних вод. Поклади бурого вугілля та графіту не значні і промисловій обробці не підлягають.

### Природно-заповідний фонд
У районі є заповідне урочище місцевого значення Терник, ботанічні заказники місцевого значення Білопіль, Волова балка, Квітуча балка та ботанічний заказник загальнодержавного значення «Шурхи».

#### Ботанічні заказники
Шурхи (загальнодержавного значення), Білопіль, Волова балка, Квітуча балка.

#### Ландшафтні заказники
Балка Глибока, Балка Лебедина, Громадське, Левади, Новомиколаївська долина, Прозорова балка, Чайчина балка.

#### Заповідне урочище
Терник.

## Історія
Заселення території сучасної Новгородківщини розпочалося в першій половині XVII століття. Тут містилися зимівники козаків, згодом за часів Нової Січі — старшини і козаків Інгульської та Бугогардівської паланок, а землі входили до складу Запорозької Січі. На їхньому місці і виникали населені пункти.
Перші відомості про край 1618 року — це врізка гирла Дніпра до литовської карти, де значиться поселення Верблюжка, в 1749 р. — центр Інгульської паланки — Інгул (сучасна Інгуло-Камянка), в 1754 році — Вершино-Кам'янка, як слобода Новослобідського козацького полку, з 1768 року — Куцівка (сучасна Новгородка), як Запорозька слобода.
Новгородківський район утворено 15 квітня 1936 року. У 1962 році його було зліквідовано та приєднано до Кіровоградського та Долинського районів Кіровоградської області. В 1965 році район було поновлено.

## Адміністративний устрій
Район адміністративно-територіально поділяється на 1 селищну раду та 10 сільських рад, які об'єднують 27 населених пунктів та підпорядковані Новгородківській районній раді. Адміністративний центр — смт Новгородка.
Його територія становить 1 тисяч км².

## Населення
Розподіл населення за віком та статтю (2001)
| Стать | Всього | До 15 років | 15-24 | 25-44 | 45-64 | 65-85 | Понад 85 |
| --- | ------ | ----------- | ----- | ----- | ----- | ----- | -------- |
| Чоловіки | 8789   | 1793        | 1078  | 2641  | 2281  | 959   | 37       |
| Жінки | 10 158 | 1792        | 1131  | 2467  | 2748  | 1840  | 180      |
| \| Статево-вікова піраміда \| Статево-вікова піраміда \| Статево-вікова піраміда \| \| ----------------------- \| ----------------------- \| ----------------------- \| \| Чоловіки \| Вік \| Жінки \| \| 37 \| 85 + \| 180 \| \| 60 \| 80-84 \| 243 \| \| 215 \| 75-79 \| 496 \| \| 313 \| 70-74 \| 572 \| \| 371 \| 65-69 \| 529 \| \| 712 \| 60-64 \| 927 \| \| 429 \| 55-59 \| 538 \| \| 564 \| 50-54 \| 688 \| \| 576 \| 45-49 \| 595 \| \| 630 \| 40-44 \| 596 \| \| 642 \| 35-39 \| 571 \| \| 696 \| 30-34 \| 656 \| \| 673 \| 25-29 \| 644 \| \| 531 \| 20-24 \| 561 \| \| 547 \| 15-20 \| 570 \| \| 708 \| 10-14 \| 709 \| \| 626 \| 5-9 \| 610 \| \| 459 \| 0-4 \| 473 \| |        |             |       |       |       |       |          |
| Статево-вікова піраміда |        |             |       |       |       |       |          |
| Чоловіки | Вік    | Жінки       |       |       |       |       |          |
| 37 | 85 +   | 180         |       |       |       |       |          |
| 60 | 80-84  | 243         |       |       |       |       |          |
| 215 | 75-79  | 496         |       |       |       |       |          |
| 313 | 70-74  | 572         |       |       |       |       |          |
| 371 | 65-69  | 529         |       |       |       |       |          |
| 712 | 60-64  | 927         |       |       |       |       |          |
| 429 | 55-59  | 538         |       |       |       |       |          |
| 564 | 50-54  | 688         |       |       |       |       |          |
| 576 | 45-49  | 595         |       |       |       |       |          |
| 630 | 40-44  | 596         |       |       |       |       |          |
| 642 | 35-39  | 571         |       |       |       |       |          |
| 696 | 30-34  | 656         |       |       |       |       |          |
| 673 | 25-29  | 644         |       |       |       |       |          |
| 531 | 20-24  | 561         |       |       |       |       |          |
| 547 | 15-20  | 570         |       |       |       |       |          |
| 708 | 10-14  | 709         |       |       |       |       |          |
| 626 | 5-9    | 610         |       |       |       |       |          |
| 459 | 0-4    | 473         |       |       |       |       |          |

Населення району становить 17,6 тис. чоловік. У тому числі:
- міське населення — 6,1 тис. осіб
- сільське населення 11,5 тис. осіб[джерело?]

## Політика

### Влада
Голови РДА
- Кочерга Андрій Леонідович
- Акусок Тетяна Володимирівна

Голови ради
- Горбенко Олександр Вікторович
- Криворучко Віктор Васильович

### Вибори
25 травня 2014 року відбулися Президентські вибори України. У межах Новогородківського району були створені 22 виборчі дільниці. Явка на виборах складала — 62,45 % (проголосували 7 680 із 12 298 виборців). Найбільшу кількість голосів отримав Петро Порошенко — 45,36 % (3 484 виборців); Юлія Тимошенко — 20,26 % (1 556 виборців), Олег Ляшко — 14,01 % (1 076 виборців), Анатолій Гриценко — 5,29 % (406 виборців), Сергій Тігіпко — 3,70 % (284 виборців). Решта кандидатів набрали меншу кількість голосів. Кількість недійсних або зіпсованих бюлетенів — 1,00 %.

## Пам'ятки
З пам'ятників археології на території району є частина курганів і могильників, які вивчаються і оберігаються.
У районі встановлено пам'ятники воїнам німецько-радянської війни, які полягли в боях за звільнення населених пунктів від фашистських загарбників.
Серед архітектурних пам'яток на території району є дві пам'ятки місцевого значення: навчальний корпус державного професійно-технічного училища № 36 та частина навчального приміщення загальноосвітньої школи села Спасове.